# Lucilia setosa
Lucilia setosa är en tvåvingeart som beskrevs av James 1966. Lucilia setosa ingår i släktet Lucilia och familjen spyflugor. Inga underarter finns listade i Catalogue of Life.